# مفارقة الفندق الكبير لهلبرت
مفارقة الفندق الكبير لِهلبرت أو فندق هيلبرت (بالإنجليزية: Hilbert's paradox of the Grand Hotel) هي تجربة فكرية تصف حالة غير بديهية تجاه المجموعات غير المنتهية. توضّح المفارقة أن الفندق الذي يحوي عددًا لانهائيًّا من الغرف المشغولة جميعها بالكامل يستطيع استيعاب عدد إضافي من النزلاء، حتى وإن كان عددهم غير منتهٍ، وأن حتى عملية استيعاب الفندق للمزيد من النزلاء من الممكن أن تتكرر عدداً لانهائياً من المرات. قدَم الرياضياتي الألماني ديفيد هيلبرت هذه الفكرة بمحاضرة ألقاها عام 1924م، واشتهرت من نشر جورج جاموف لها بكتابه: واحد اثنان ثلاثة... لانهاية (بالإنجليزية: One Two Three... Infinity).

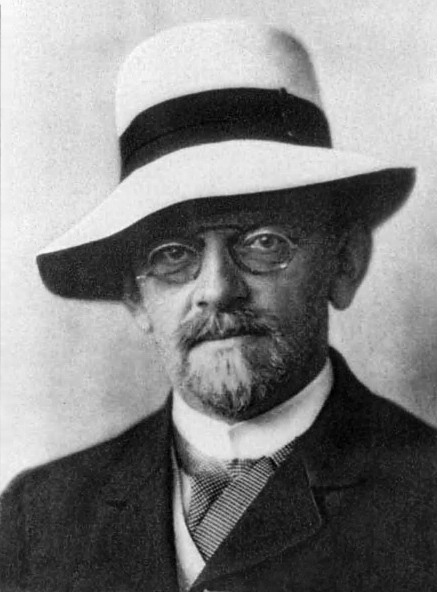
الرياضياتي ديفيد هيلبرت

## المفهوم
فكرة المفارقة هي وجود فندق افتراضي يحوي على عدد لانهائي من الغرف، مرقمة بالأعداد 1، 2، 3، ...، جميع الغرف غير شاغرة -أي أن كل غرفة تحتوي على نزيل-. قد يميل الشخص للاعتقاد بأن الفندق لن يستطع استضافة زبائن جدد، كما هو الحال في عدد محدود من الغرف وهذا ما يسمى بعلم النفس غير البديهية.

### عدد محدود من الزبائن الجدد
لنفترض أن زبونا جديداً وصل ويريد أن يُستضاف في الفندق. لأن في الفندق عدد لانهائي من الغرف، نستطيع أن ننقل نزيل الغرفة 1 إلى الغرفة 2، ونزيل الغرفة 2 إلى الغرفة 3 وهكذا، ونلائم الزبون الجديد للغرفة 1. بتكرار العملية، بالإمكان إيجاد مكان لعدد محدود من الزبائن الجدد.

### عدد لانهائي من الزبائن الجدد
بالإمكان أيضاً استضافة عدد لانهائي من الزبائن عن طريق نقل نزيل الغرفة 1 إلى الغرفة 2، ونزيل الغرفة 2 إلى الغرفة 4، وبشكل عام ننقل نزيل الغرفة n إلى الغرفة 2n، فتكون الغرف المرقمة بعدد فردي متفرغة للزبائن الجدد.

### عدد لانهائي من الحافلات تقل كل منها عدد لانهائي من الزبائن الجدد
بالإمكان استضافة عدد لانهائي من الحافلات التي تقل كل منها عدد لانهائي من الزبائن الجدد. بداية، نفرغ الغرف الفردية على النحو الوارد أعلاه، بحيث ننقل نزيل الغرقة n إلى الغرفة 2n. بعد ذلك، للحافلة الأولى نلائم ركابها للغرف 3n لكل n = 1, 2, 3, ...، ركاب الحافلة الثانية للغرف 5n لكل n = 1, 2, 3, ...، وهكذا; للحافلة i نستخدم الغرف pn حيث p هو العدد الأولي الـ (i + 1). لأن لكل عدد طبيعي تحليل وحيد لأعداد أولية وفقاً لـالمبرهنة الأساسية في الحسابيات، لا يمكن أن يكون رقم غرفة ما عبارة عن قوة عددين أوليين مختلفين، ولذلك هذا التقسيم يؤكد أن لكل زبون غرفة خاصة به.
بشكل عام، أي دالة رابطة يمكن أن تستخدم لحل المسألة (دالة من الركاب في الحافلات إلى الغرف الفردية). طريقة أخرى لحل المسألة هي إعطاء كل شخص رقم، n، وأية حافلة هو فيها، c. ننقل أولئك الذين في الفندق إلى الغرفة رقم {\displaystyle (n^{2}+n)/2} أو العدد المثلثي الـ n. وأولئك الذين في الحافلات نلائم لهم الغرفة {\displaystyle ((c+n)^{2}+c-n)/2} أو العدد المثلثي الـ {\displaystyle (c+n-1)}th، زائد (c + n). بهذه الطريقة ستمتلئ كل الغرف، بنزيل واحد فقط.

## وصلات خارجية
- مجلة العلوم - هل اللانهاية في الرياضيات مفارقة؟
- فندق هيلبرت - شرح باليوتيوب (بالإنجليزية)
- Dinosaur Comics